# Scarites glabratus
Scarites glabratus är en skalbaggsart som beskrevs av Franco Andrea Bonelli. Scarites glabratus ingår i släktet Scarites och familjen jordlöpare. Inga underarter finns listade i Catalogue of Life.